# 王朗 (后赵)
王朗（?—?），后赵将军，后赵灭亡后效力前秦。

## 生平
延熙元年（334年）十二月，后赵徐州从事朱纵斩刺史郭祥，以彭城降晋，赵天王石虎派王朗攻打他，他逃到淮南。
建武十年（344年），领军将军王朗对石虎说雪天严寒，太子石宣却发动数万人砍伐木材由漳水运入宫中修建宫殿，怨声载道，建议石虎趁出游停止此事。石虎采纳。石宣怒。四月，正逢火星在房宿，石宣指使太史令赵揽进言说这是不祥之兆，应该杀死王姓贵臣，更明确说王姓贵臣地位最高的就是王朗。石虎爱惜王朗，让赵揽说下一个王姓贵臣，赵揽只能说中书监王波，石虎于是杀王波及其四子，后又念其无辜追赠王波为司空，封其孙为侯。
太宁元年（349年）八月，东晋梁州刺史司马勋攻赵，屯兵悬钩。九月，赵帝石遵遣车骑将军王朗率精骑二万以讨伐司马勋为名，将镇守长安的皇兄乐平王石苞劫持回都城邺城。司马勋兵少，畏惧王朗，不敢进军，十月离开悬钩，攻克宛城杀赵南阳太守袁景后班师。
青龙元年（350年）正月，王朗、麻秋从长安发兵去洛阳，麻秋得到权臣大将军李闵诛杀胡人的书信，诛杀王朗部下胡人千余人。王朗逃奔襄国投靠皇弟新兴王石祗。皇弟大都督汝阴王石琨与太尉张举、王朗率众七万攻打邺城，被李闵率千余骑大败，斩首三千级，石琨等逃回冀州。王朗的司马杜洪占据长安，自称晋征北将军、雍州刺史。
后赵灭亡后，王朗投靠前秦，为青州刺史。寿光二年（356年）二月，晋将刘度攻王朗于卢氏，秦帝苻生遣前将军新兴王苻飞抵抗刘度，苻飞还没到，刘度已退军。
此后没有王朗的记载。

### 分歧记载
《十六国春秋》卷十八<后赵录八>记载太宁元年十二月，当时名为石闵的李闵软禁赵帝石鉴于御龙观，派尚书王朗、少府王郁率数千人看守，用绳子把食物吊给他。此王朗在其他史料作王简，与当时留守长安的武将王朗当非一人。
《晋书·苻生载记》将青州刺史王朗记作袁朗。